# Estação Mabillon
Mabillon é uma estação da linha 10 do Metrô de Paris, localizada no 6.º arrondissement de Paris.

## Localização
A estação está posicionada em curva sob a rue du Four, em sua interseção com o boulevard Saint-Germain.

## História
A estação foi aberta em 10 de março de 1925. Até 14 de fevereiro de 1926, ela foi o terminal da linha 10.
Ele toma o seu nome da rue Mabillon, nomeada em homenagem ao beneditino Jean Mabillon (1632-1707), um monge maurista, escritor e estudioso, editor de textos religiosos.
Em 2011, 1 915 829 passageiros entraram nesta estação. Ele viu entrar 1 980 247 passageiros em 2013, o que a coloca na 250ª posição das estações de metrô por sua frequência em 302.

## Serviços aos Passageiros

### Plataformas
Mabillon é uma estação de configuração padrão: ela possui duas plataformas laterais em curva separadas pelas vias do metrô e a abóbada é elíptica. A decoração é do estilo usado pela maioria das estações de metrô: a faixa de iluminação é branca e arredondada no estilo "Gaudin" da renovação do metrô da década de 2000, e as telhas em cerâmica branca biseladas recobrem os pés-direitos, a abóbada e o tímpano. Os quadros publicitários são em faiança da cor de mel e o nome da estação é também em faiança. Os assentos são do estilo "Motte" de cor vermelha.

### Intermodalidade
A estação é servida pelas linhas 63, 70, 86, 87 e 96 da rede de ônibus RATP. Além disso, ela é servida à noite pelas linhas N12 e N13 da rede de ônibus Noctilien.